# Тайра
Тайра (Eira barbara) е вид хищник от семейство Порови (Mustelidae), единствен представител на род Eira. Възникнал е преди около 11 700 години по времето на периода кватернер. Видът не е застрашен от изчезване.

## Разпространение и местообитание
Разпространен е в Аржентина, Белиз, Боливия, Бразилия, Венецуела, Гватемала, Гвиана, Еквадор, Колумбия, Коста Рика, Мексико, Никарагуа, Панама, Парагвай, Перу, Салвадор, Суринам, Тринидад и Тобаго, Френска Гвиана и Хондурас.
Обитава гористи местности, градини, храсталаци и плантации в райони с тропически, умерен и субтропичен климат, при средна месечна температура около 23,6 градуса.

## Описание
На дължина достигат до 61,3 cm, а теглото им е около 4,1 kg. Имат телесна температура около 38,4 °C.
Продължителността им на живот е около 18 години. Популацията на вида е намаляваща.